# وضیع (روستا)
 وضیع  به عربی ( الَوضیع )، روستایی است در دهستان اخلود از توابع استان حُدَیده در کشور یمن در شبه جزیره عربستان.

## جمعیت
جمعیت آن (۷۰ ) نفر (۶ خانوار) می‌باشد.